# Kesha and the Creepies: Fuck the World Tour
Kesha and the Creepies: Fuck the World Tour è il terzo tour della cantante statunitense Kesha.
Il nome del tour deriva dal fatto che, durante quest'ultimo, l'artista fu accompagnata dalla band dei Creepies. È iniziato a Las Vegas il 23 luglio 2016 e si è concluso, dopo 43 concerti tra Nord America e Asia, ad Aurora il 21 giugno 2017.
La tournée era caratterizzata da 2 versioni dello show: la prima, messa in scena in quasi tutte le date nordamericane, era molto simile ad un concerto rock, mentre l'altra, utilizzata per le date asiatiche e alcune in Nord America, era più complessa, con uno schermo per i video di sfondo e alcuni ballerini.

## Scaletta
Kesha eseguì dei suoi brani più alcune cover di altri artisti:
1. We R Who We R
2. Your Love Is My Drug
3. Dinosaur
4. Nightclubbing
5. True Colors (non sempre eseguita)
6. Till the World Ends
7. You Don't Own Me
8. Blow
9. Speaking Tongues
10. Boots & Boys
11. Cannibal
12. Timber
13. Tik Tok
14. Jolene (cover di Dolly Parton)
15. Old Flames Can't Hold a Candle to You (non sempre eseguita)
16. I Shall Be Relased (non sempre eseguita)
17. Die Young

## Date
| Data              | Città          | Paese        | Luogo                            |
| Nord America      | Nord America   | Nord America | Nord America                     |
| ----------------- | -------------- | ------------ | -------------------------------- |
| 23 luglio 2016    | Las Vegas      | Stati Uniti  | Intrigue Nightclub               |
| 28 luglio 2016    | Windsor        | Canada       | The Colosseum at Caesars Windsor |
| 30 luglio 2016    | Dubuque        | Stati Uniti  | Dubuque County Fair              |
| 6 agosto 2016     | Atlantic City  | Stati Uniti  | The Waterfront                   |
| 7 agosto 2016     | Brooklyn       | Stati Uniti  | Mad Decent Block Party           |
| 9 agosto 2016     | Cleveland      | Stati Uniti  | House of Blues                   |
| 10 agosto 2016    | Pittsburgh     | Stati Uniti  | Mr. Smalls Theatre               |
| 12 agosto 2016    | Detroit        | Stati Uniti  | Saint Andrew's Hall              |
| 13 agosto 2016    | Grand Rapids   | Stati Uniti  | The Intersection                 |
| 16 agosto 2016    | Cincinnati     | Stati Uniti  | Bogart's                         |
| 18 agosto 2016    | Minneapolis    | Stati Uniti  | Aria                             |
| 19 agosto 2016    | Milwaukee      | Stati Uniti  | Rave                             |
| 21 agosto 2016    | Chicago        | Stati Uniti  | Mad Decent Block Party           |
| 23 agosto 2016    | Louisville     | Stati Uniti  | Mercury Ballroom                 |
| 25 agosto 2016    | Syracuse       | Stati Uniti  | New York State Fairground        |
| 2 settembre 2016  | Columbus       | Stati Uniti  | Scotthenstein Center             |
| 9 settembre 2016  | Tempe          | Stati Uniti  | Wells Fargo Arena                |
| 17 settembre 2016 | Atlanta        | Stati Uniti  | Music Midtown                    |
| 22 settembre 2016 | Brooklyn       | Stati Uniti  | Warsaw                           |
| 29 settembre 2016 | Kent           | Stati Uniti  | Kent State University            |
| 1 ottobre 2016    | Los Angeles    | Stati Uniti  | Los Angeles Center Studios       |
| Asia              |                |              |                                  |
| 4 ottobre 2016    | Shangai        | Cina         | Shangai Grand Stage              |
| 6 ottobre 2016    | Pechino        | Cina         | Cadillac Arena                   |
| 8 ottobre 2016    | Guangzhou      | Cina         | Guangzhou Baiyun Stadium         |
| Nord America      |                |              |                                  |
| 21 ottobre 2016   | Minneapolis    | Stati Uniti  | University of Minnesota          |
| 22 ottobre 2016   | Miami          | Stati Uniti  | Hotel Fontainebleau              |
| 23 ottobre 2016   | Jacksonville   | Stati Uniti  | Mavericks                        |
| 25 ottobre 2016   | Tampa          | Stati Uniti  | The Ritz Ybor                    |
| 27 ottobre 2016   | New York       | Stati Uniti  | Pace University                  |
| 29 ottobre 2016   | Waterville     | Stati Uniti  | Colby College                    |
| 27 gennaio 2017   | Bowling Green  | Stati Uniti  | Bowling Green State University   |
| 15 febbraio 2017  | Mashantucket   | Stati Uniti  | Foxwoods                         |
| 30 marzo 2017     | Baton Rouge    | Stati Uniti  | Louisiana State University       |
| 1 aprile 2017     | Charleston     | Stati Uniti  | Easter Illinois University       |
| 4 aprile 2017     | Galloway       | Stati Uniti  | Stockton                         |
| 7 aprile 2017     | Ewing          | Stati Uniti  | The College of New Jersey        |
| 8 aprile 2017     | Boston         | Stati Uniti  | Northeastern University          |
| 23 aprile 2017    | Rochester      | Stati Uniti  | The College at Brockport         |
| 25 aprile 2017    | Conway         | Stati Uniti  | University of Central Arkansas   |
| 27 aprile 2017    | East Lansing   | Stati Uniti  | Michigan State University        |
| 15 giugno 2017    | Dover          | Stati Uniti  | Firefly                          |
| 20 giugno 2017    | Council Bluffs | Stati Uniti  | Stir Cove                        |
| 21 giugno 2017    | Aurora         | Stati Uniti  | RiverEdge Park                   |